# Alfred William Pollard

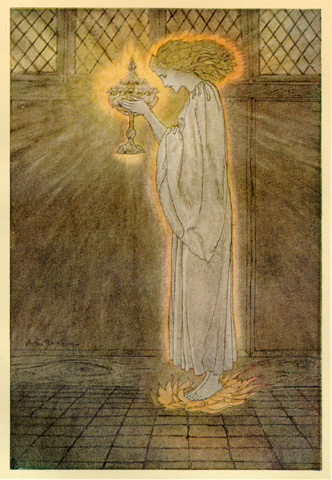
illustratie bij Pollards The Romance of King Arthur and His Knights of the Round Table (1917)

Alfred William Pollard (Londen, 1859 – Wimbledon, 8 maart 1944) was een Engelse bibliograaf, die het onderzoek van teksten van Shakespeare op een  streng academisch niveau beoefende en zo een nieuwe standaard vestigde voor latere bibliografen.

## Leven
Pollard studeerde aan King's College School in Londen en St John's College aan de Universiteit van Oxford. Hij werd lid van het bestuur van het British Museum in 1883 als assistent in het departement van gedrukte boeken (Department of Printed Books) en werd gepromoveerd tot Assistant Keeper in 1909 en Keeper (conservator) in 1919. In datzelfde jaar werd hij ook aangesteld als professor van Engelse bibliografie aan de Universiteit van Londen. Gedurende dertig jaar (1903-34) was hij ook uitgever van het dagblad "The Library" en was Honorary Secretary of the Bibliographical Society van 1893 tot 1934.
Pollard publiceerde over zeer uiteenlopende onderwerpen betreffende de Engelse literatuur en werkte samen met andere geleerden in gespecialiseerde studies. Zo gaf hij Thomas Malory's Le Morte d'Arthur uit en een verzameling met vijftiende-eeuws proza en poëzie. Zijn leven lang was hij een goede vriend van de dichter A. E. Housman, en een hechte collega van de vooraanstaande Shakespearekenner Edmund Kerchever Chambers.

## Werken van Alfred W. Pollard (een selectie)
- Records of the English Bible: The Documents Relating to the Translation and Publication of the Bible in English, 1525-1611, Londen, Oxford University Press, 1911.
- Shakespeare Folios and Quartos: A Study in the Bibliography of Shakespeare's Plays, 1909.
- A New Shakespeare Quarto: Richard II, 1916.
- Shakespeare's Fight with the Pirates, And the Problem of the Transmission of his Text, 1917.
- The Foundations of Shakespeare's Text, 1923.
- Shakespeare's Hand in the Play of Sir Thomas More met W .W. Greg, Edward Maunde Thompson, John Dover Wilson en R. W. Chambers), 1923.
- Early Illustrated Books: A History of the Decoration and Illustration of Books in the 15th and 16th Centuries, 1927.
- English Miracle Plays, Moralities and Interludes; Specimens of the Pre-Elizabethan Drama, Oxford, the Clarendon Press, 1927.
- The Trained Printer and the Amateur, and the Pleasure of Small Books, 1929.
- A Census of Shakespeare's Plays in Quarto met Henrietta C. Bartlett), 1939.

- Bibsys: 90137079
- Biblioteca Nacional de España: XX976867
- Bibliothèque nationale de France: cb12058533r (data)
- Catàleg d'autoritats de noms i títols de Catalunya: 981058517846106706
- CiNii: DA00649754
- Gemeinsame Normdatei: 11906104X
- International Standard Name Identifier: 0000 0001 0864 5119
- Library of Congress Control Number: n80038473
- Bibliotheek van het Japanse parlement: 00473180
- Nationale Bibliotheek van Tsjechië: ola2007365113
- Nationale bibliotheek van Australië: 36238166
- Nationale Bibliotheek van Israël: 987007271780105171
- Nationale en Universitaire bibliotheek Zagreb: 000125502
- Nederlandse Thesaurus van Auteursnamen: 068352883
- Istituto Centrale per il Catalogo Unico: MILV035310
- SNAC: w6d22bzp
- Système universitaire de documentation: 028830725
- Trove: 1234803
- Virtual International Authority File: 4951293
- WorldCat: E39PBJjt97TqrkbMGq7TjJwpyd